# Bohaté Málkovice
Bohaté Málkovice – miejscowość i gmina (obec) w Czechach, w kraju południowomorawskim, w powiecie Vyškov. W 2022 roku liczyła 245 mieszkańców.